# Arthur Hauffe
Arthur Hauffe (ur. 20 grudnia 1892 w Wittgensdorf, zm. 22 lipca 1944 we Lwowie) – oficer Wehrmachtu w stopniu generała piechoty, dowódca XIII Korpusu Armijnego.

## Życiorys
Arthur Hauffe urodził się 20 grudnia 1892 roku w Witthensdorfie. Karierę wojskową rozpoczął 25 kwietnia 1912 roku jako Fahnenjunker. 18 grudnia 1913 roku awansował na porucznika. Wraz z wybuchem I wojny światowej wyruszył na front jako żołnierz w 171 pułku piechoty. Od 24 czerwca 1915 roku służył jako adiutant dowódcy batalionu w 29. pułku rezerwowym. Od 22 listopada 1915 roku był zastępcą adiutanta pułku, a od 29 listopada 1915 roku adiutantem pułku. 7 grudnia 1917 roku został przeniesiony do Sztabu Generalnego. Po wojnie przeszedł do Reichswehry.
W 1940 roku został szefem Niemieckiej Misji Wojskowej w Rumunii. 30 sierpnia 1941 roku podpisał z generałem Nicolae Tătăranu „Umowę dotyczącą Bezpieczeństwa, Administracji i Eksploatacji Gospodarczej Terytorium między Dniestrem a Bugiem oraz Bugiem-Dnieprem”. Umowa ta dotyczyła likwidacji Żydów w obozach i gettach Besarabii i Bukowiny oraz żydowskich mieszkańców Transnistrii.
W 1943 roku dowodził 46. Dywizją Piechoty, a następnie objął dowództwo nad XIII Korpusem Armijnym.
W trakcie operacji lwowsko-sandomierskiej pod Brodami okrążonych zostało 65 000 żołnierzy z gen. Arthurem Hauffem na czele. Gen. Hauffe próbował wyrwać się z okrążenia, tworząc grupy pancerne do przełamania. 21 lipca, przy ogromnych stratach, z kotła wyszło 12 tys. żołnierzy. Arthur Hauffe dostał się do niewoli i tego samego dnia zginął na skutek ran odniesionych w wyniku wybuchu miny.